# Нехуштан, Идо
 Идо́ Нехушта́н (ивр. עידו נחושתן‎; полное имя: Идо́ Дави́д Нехушта́н, ивр. עדו דוד נחושתן‎; род. 18 апреля 1957, Иерусалим, Израиль) — генерал-майор запаса Армии обороны Израиля; в последней армейской должности: Командующий Военно-воздушными силами Израиля (с мая 2008 по май 2012 года). С марта 2022 года — президент компании Boeing Israel.

## Биография

### Семейная история
Отец Нехуштана, Яаков Нехуштан (урождённый Жако Челеби) (22 апреля 1925 года — 17 апреля 2019 года), уроженец города Казанлык, Болгария, входил в ряды еврейской подпольной организации «Эцель», вследствие чего был арестован в мае 1945 года в рамках операции «Сезон» и в дальнейшем сослан в британские лагеря заключённых в Эритрее и Кении. После основания Государства Израиль работал адвокатом, был депутатом кнессета 7-го созыва (17 ноября 1969 года — 21 января 1974 года) от избирательного блока «ГАХАЛ» (в дальнейшем партия «Ликуд») и послом Израиля в Нидерландах.
Мать Нехуштана, Двора (урождённая Кальпус) (9 февраля 1925 — 7 мая 2005), родилась в Тель-Авиве. В 1939 году вступила в ряды «Эцеля» и участвовала в вооружённой деятельности организации, включая, помимо прочего, прямое участие во взрыве нефтепровода около Хайфы в мае 1945 года и взрыве британских военных самолётов на базе ВВС Хацор в феврале 1946 года. Была арестована после участия в акции «Эцеля» по взрыву британской железной дороги в апреле 1946 года и приговорена военным судом к 15 годам лишения свободы. Бежала из-под ареста в начале 1948 года.
Идо Нехуштан родился и вырос в районе Бейт-ха-Керем в Иерусалиме.

### Военная карьера
В июле 1975 года Нехуштан был призван на службу в Армии обороны Израиля и поступил на курс лётчиков ВВС, который окончил с отличием в июле 1977 года.

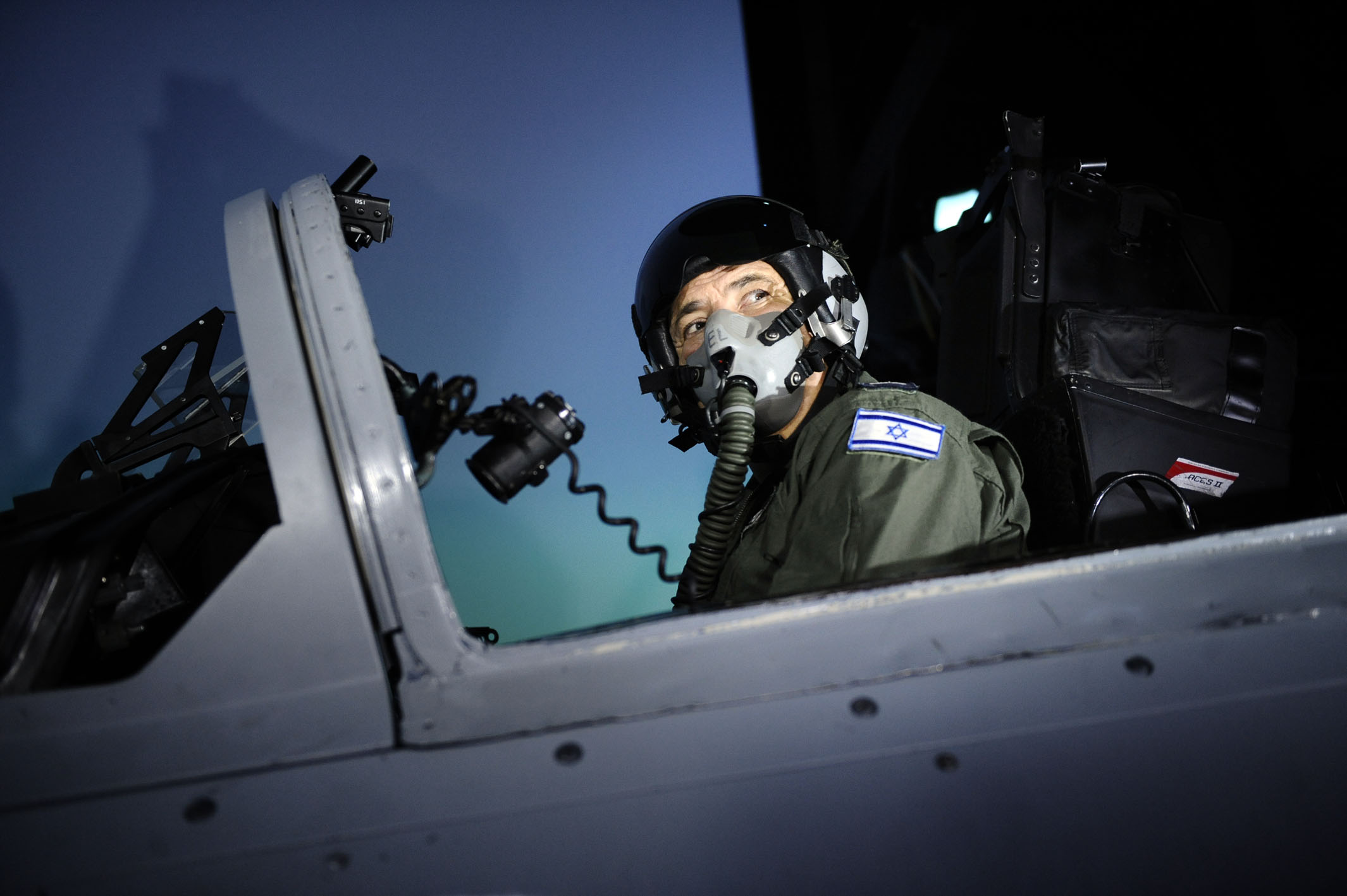
Идо Нехуштан в авиасимуляторе

По окончании курса был распределён лётчиком в эскадрилью штурмовиков «A-4 Скайхок». В 1978 году прошёл переквалификацию на пилотирование истребителя «F-4 Фантом» и был переведён в 107-ю эскадрилью ВВС.
С 1979 года служил инструктором Школы полётов ВВС и был членом команды аэробатики Школы.
В 1983 году прошёл переквалификацию на пилотирование истребителя «F-16A/B Файтинг Фалкон» и был переведён в 253-ю эскадрилью (в 1984 году получил звание майора и был назначен заместителем командира эскадрильи).
В 1989 года был повышен в звании до подполковника и назначен командиром 140-й эскадрильи.
В 1991 году возглавил вновь основанную 105-ю эскадрилью, получившую на тот момент на вооружение истребители «F-16C/D».
В 1993 году был назначен главой отделения амуниции в Департаменте вооружения Управления штаба ВВС, а в 1994 году получил звание полковника и был назначен главой Департамента планирования и организации (ивр. רמ"ח תוא"ר‎) Управления штаба. С 1995 по 1998 год одновременно входил в состав совета Управления аэропортов Израиля в качестве представителя госслужащих.
В октябре 1997 года был назначен командиром базы ВВС «Хацор».
В сентябре 2000 года был повышен в звании до бригадного генерала и возглавил Разведывательное управление ВВС. В январе 2002 года был назначен главой Управления воздушных сил ВВС, а с января 2004 года до конца 2005 года был начальником штаба (главой Управления штаба) ВВС.

Генерал-майор Идо Нехуштан (2011)

21 августа 2006 года получил звание генерал-майора и был назначен главой Управления планирования Генштаба Армии обороны Израиля. Несмотря на то, что во время Второй ливанской войны Нехуштан входил в состав Генштаба, на него не пало обвинение в просчётах, допущенных армией в ходе войны.
13 мая 2008 года Нехуштан вступил на должность Командующего ВВС, сменив на посту генерал-майора Элиэзера Шкеди.
Значительная часть усилий Нехуштана на посту Командующего ВВС была направлена на развитие способностей, связанных с исполнением задач стратегического назначения, включая нанесение ударов по объектам глубокого тыла противника. Под командованием Нехуштана ВВС Израиля приняли участие в операции «Литой свинец» в секторе Газа, а также в ряде неразглашённых боевых операций вне пределов Израиля. При Нехуштане была проведена также реорганизация сил противовоздушной обороны, включившая значительное укрепление сил противоракетной обороны, и проведены решения о закупке новых средств, как то истребителей-бомбардировщиков F-35, военно-транспортных самолётов C-130J Super Hercules и учебно-боевых самолётов Aermacchi M-346.
Имя Нехуштана упоминалось среди имён возможных кандидатов на пост заместителя Начальника Генштаба армии во второй половине 2012 года. Однако в дальнейшем сообщалось о планах Нехуштана выйти в запас из армии.
10 мая 2012 года Нехуштан передал пост Командующего ВВС генерал-майору Амиру Эшелю и вышел в отпуск накануне выхода в запас из армии.
За 37 лет службы Нехуштан совершил около 5000 боевых и учебных вылетов.

### После выхода в запас
После выхода в запас 31 июля 2013 года Нехуштан был стратегическим советником израильских компаний Elbit Systems, Israel Aerospace Industries и ELTA Systems, а также старшим советником израильского отделения американской корпорации Dell EMC.
15 декабря 2013 года вошёл в состав общественной комиссии под руководством отставного судьи Элиэзера Голдберга, назначенной правительством Израиля для проверки вопроса приобретения самолёта для Президента и премьер-министра Израиля и вопроса постройки нового здания Министерства премьер-министра Израиля и резиденции премьер-министра Израиля. Комиссия подала свой отчёт 22 апреля 2014 года.
Нехуштан также возглавлял команду специалистов по формированию стратегической программы по чрезвычайным ситуациям в отношении комплекса правительственных учреждений «Кирьят ха-Леом» в Иерусалиме, а также команду, назначенную банком «Леуми» для внутреннего расследования и анализа средств защиты информации в корпоративной группе «Леуми» и компании «Леуми Кард». Был также членом совета директоров и консультантом компании Maxtech Networks.
7 февраля 2019 года был назначен председателем совета директоров компании Cannassure Therapeutics, занимающейся разработкой продукции, основанной на медицинской марихуане. В августе 2021 года Нехуштан сообщил об уходе с поста с 10 октября 2021 года.
Также является председателем Израильско-австралийской торговой палаты, членом совета директоров Национальной библиотеки Израиля и членом международного совета Института Вейцмана. До 2023 года также был председателем консультационного совета израильского отделения Фонда Векснера.
В марте 2022 года Нехуштан вступил на должность президента компании Boeing Israel, сменив на посту генерал-майора запаса Давида Иври.

### Образование и личная жизнь
За время службы Нехуштан получил степень бакалавра Еврейского университета в Иерусалиме (в области математики и информатики), а также степень магистра делового администрирования Школы менеджмента Келлогг (в рамках общей программы Северо-Западного университета и Школы менеджмента имени Реканати Тель-Авивского университета).
Также окончил обучение в рамках программы менеджмента Гарвардской школы бизнеса.
Женат на Орне Нехуштан, отец троих детей: Лиор, Нета (в замужестве Штернбах) и Нимрод. Проживает в Явне.